# Выгодный контракт
«Выгодный контракт» — советский четырёхсерийный телевизионный художественный фильм режиссёра Владимира Савельева, снятый по заказу Гостелерадио СССР Творческим объединением «Луч» Киностудии имени А. Довженко в 1979 году. Премьера фильма состоялась на Центральном телевидении 17 июня 1980 года.

## Сюжет
Первая серия, «Нейлоновая куртка». 

На приехавшего в Одессу на съёмки фильма артиста Никитина было совершенно дерзкое нападение. Только вмешательство проходившего мимо милиционера, старшины Волочая спасло его от неминуемой гибели. В ходе расследования выяснилось, что Никитин был принят за другого — обладателя одинаковой с ним жёлтой нейлоновой куртки телефониста Игната Кудинова. Узнав от своей любовницы — заправщицы Фаины Герасимовой — о визите милиции, телефонист добровольно едет в Одессу, не догадываясь, что за ним уже ведётся наблюдение.
Вторая серия, «Связной».  

На допросе Кудинов заявил, что обнаружил незаконное подсоединение к телефону в одном из номеров служебной гостиницы завода «Маяк». Неизвестные прослушивали телефон снабженца Терентьева и, пользуясь полученной информацией, вынудили его устроить на завод учёного Ведерникова из Москвы.
На территории Одесского порта водолазы обнаружили труп неизвестного мужчины и портфель с крупной суммой денег в иностранной валюте. К следствию подключается Комитет государственной безопасности. Благодаря показаниям Кудинова, Терентьева и официантки Веры довольно быстро вышли на водителя Гобко, посредника в меховой афере. Сообщники хладнокровно убили Гобко, как только поняли, что за ним наблюдает милиция.
Третья серия, «Покровитель».  

Скорняк и Богатырёв, убийцы Гобко, были арестованы и стали давать показания. Нити привели в Москву. Стала проясняться картина преступления. Директор мехового магазина Шульгин нажил путём различных махинаций крупное состояние и хочет, пользуясь туристической поездкой, остаться на Западе. Юдин, помогавший ему в скупке валюты, советует через торгового представителя зарубежной фирмы Хадсона перевести деньги на счёт посредника-страховщика и получить, находясь за границей, весь капитал, без уплаты налогового сбора. За свои услуги Хадсон требует трудоустройства на «Маяке» молодого учёного Ведерникова.
Четвёртая серия, «Бумеранг».  

Хадсон всеми силами пытается замедлить продвижение перспективных работ Ведерникова, а именно, открытого им способа диффузионных покрытий в вакууме. При благоприятных условиях внедрение новых антикоррозийных технологий может помешать подписанию многомиллионого контракта между советским заказчиком и индустриальной фирмой «Цезарь Индастри», интересы которой и старался соблюсти Хадсон.
В последние годы у фирмы были серьёзные издержки, которые она собиралась покрыть за счёт поднятия стоимости поставок по контракту. Сотрудники Госбезопасности попросили Ведерникова (который теперь работает в самой современной лаборатории Новосибирского академгородка) в разговоре с Хадсоном дать понять, что его изыскания находятся в завершающей стадии. Встревоженный таким известием, в Москву прилетел глава фирмы и в короткое время был подписан контракт о поставке технологического комплекса вакуумного оборудования на самых выгодных для советской стороны условиях.

## В ролях
| Актёр                  | Роль                                                                                                  |
| ---------------------- | --- |
| Алексей Эйбоженко      | полковник милиции, заместитель начальника УВД Николай Михайлович Осинцев                              |
| Александр Денисов      | актёр Андрей Никитин                                                                                  |
| Даниил Нетребин        | водитель грузовика Георгий Тимофеевич Гобко                                                           |
| Владимир Плотников     | бандит Андрей Семаков («Скорняк»)                                                                     |
| Александр Лазарев      | генерал КГБ Александр Сергеевич Трегубов                                                              |
| Александр Пороховщиков | майор КГБ Разгонов                                                                                    |
| Анатолий Ромашин       | подполковник КГБ Анатолий Владимирович Киреев                                                         |
| Паул Буткевич          | торговый представитель корпорации «Цезарь Индастри» Адамс Хадсон                                      |
| Рогволд Суховерко      | Станислав Сергеевич Юдин (роль озвучил актёр Евгений Киндинов)                                        |
| Владимир Татосов       | снабженец одесского завода «Маяк» Илья Николаевич Терентьев                                           |
| Эрнст Романов          | директор мехового магазина Захар Борисович Шульгин                                                    |
| Александр Голобородько | учёный, инженер одесского завода «Маяк» Олег Петрович Ведерников (роль озвучил актёр Павел Морозенко) |
| Михаил Зимин           | генеральный директор торгового объединения министерства внешней торговли Аркадий Иванович Крылов      |
| Николай Дупак          | директор НИИ Виктор Алексеевич Витковский                                                             |
| Раиса Недашковская     | Вера, официантка в кафе «Чайка»                                                                       |
| Инга Будкевич          | журналистка «Ньюсдей»                                                                                 |
| Александр Захаров      | курсант милиции Юрий Ожегов                                                                           |
| Борис Зайденберг       | подполковник милиции Зубарев                                                                          |
| Фёдор Панасенко        | старшина милиции Василий Изотович Волочай                                                             |
| Андрей Праченко        | Рябинкин                                                                                              |
| Бессарион Хидашели     | подполковник милиции, оперативник Георгий Шевладзе                                                    |
| Борис Руднев           | Силаев                                                                                                |
| Леонид Яновский        | телефонист Игнат Кудинов                                                                              |
| Людмила Лобза          | заправщица на бензоколонке Фаина Герасимова                                                           |
| Людмила Кузьмина       | заправщица на бензоколонке Люся Сысоева                                                               |
| Андрей Гончар          | бандит Андрей Богатырёв («Богатырь»)                                                                  |
| Эрвин Кнаусмюллер      | немецкий промышленник Фольман                                                                         |
| Вячеслав Гостинский    | Рубиани                                                                                               |
| Алефтина Евдокимова    | старший товаровед Люда Извекова                                                                       |
| Валентин Черняк        | майор                                                                                                 |
| Николай Абрашин        | капитан                                                                                               |
| Андрей Думиника        | начальник почты                                                                                       |
| Рудольф Мухин          | оперативник                                                                                           |
| Станислав Коренев      | сотрудник розыска                                                                                     |
| Неонила Гнеповская     | участница совещания                                                                                   |
| Сергей Сибель          | участник совещания                                                                                    |
| Надежда Ермакова       | Мария-Луиза                                                                                           |
| Валерий Мотренко       | Зиновьев                                                                                              |
| Александр Цыганков     | дворник                                                                                               |
| Леонид Алексеенко      | эпизод                                                                                                |
| Е. Галинский           | эпизод                                                                                                |
| Вячеслав Гончар        | эпизод                                                                                                |
| З. Горюнова            | эпизод                                                                                                |
| Александр Козачук      | эпизод                                                                                                |
| Тамара Мчедлидзе       | эпизод                                                                                                |
| Ольга Пушная           | эпизод                                                                                                |
| Б. Светличный          | эпизод                                                                                                |
| Александр Чернявский   | эпизод                                                                                                |
| Игорь Кузнецов         | эпизод                                                                                                |

## Съёмочная группа
- Автор сценария: Игорь Старков, Михаил Прудников, Владимир Титов, Геннадий Костюков
- Режиссёр-постановщик: Владимир Савельев
- Оператор-постановщик: Василий Трушковский
- Композитор: Ян Фрейдлин
- Художник-постановщик: Юрий Муллер
- Звукооператор: Г. Матус
- Режиссёр: Г. Зильберман
- Операторы: В. Анисимов, О. Ткачук
- Государственный симфонический оркестр кинематографии
  - Дирижёр: В. Васильев
- Художник по костюмам: В. Катренюк, Л. Черемных
- Художник-гримёр: Л. Семашко
- Инженеры видеозаписи: А. Прядко, В. Дубов, Я. Вржесневский
- Монтажёры: А. Брюнчугина, Е. Лукашенко
- Редактор: Александр Кучерявый
- Комбинированные съёмки:
  - Оператор: М. Бродский
  - Художник: М. Полунин[укр.]
- Ассистенты режиссёра: И. Чепурнова, В. Фомиченко
- Ассистент звукооператора: Т. Чепуренко
- Ассистент художника: Г. Усенко
- Консультанты: генерал-лейтенант юстиции Б. Викторов, генерал-майор Н. Нарымов
- Административная группа: Р. Рувинский, М. Лакушев
- Директора: Борис Волынский, Пётр Тарасов